# Lormes
 Lormes  es una población y comuna francesa situada en la región de Borgoña, departamento de Nièvre, en el distrito de Clamecy y cantón de Lormes.

## Demografía
| 1691 | 1610 | 1558 | 1559 | 1464 | 1398 |
| Para los censos de 1962 a 1999 la población legal corresponde a la población sin duplicidades (Fuente: INSEE [Consultar]) |      |      |      |      |      |